# 阿兰·波埃
阿兰·埃米尔·路易·马里·波埃（法語：Alain Émile Louis Marie Poher，1909年4月17日—1996年12月9日）是法国政治家，曾在1968年至1992年期間担任法国参议院议长。在此期间，他还两次短暂根據《法國憲法》以参议院议长身份代理总统職務，分别是在戴高乐辞职和乔治·蓬皮杜去世后的1969年和1974年。1969年戴高樂辭職後，波埃曾經參選法國總統，但最後敗給蓬皮杜。截至現時他仍然是法蘭西第五共和國唯一一位代理過總統的人。